# Джура Махотин
Джура (Юрий) Алексеевич Махотин (30 января 1951, Калинин, СССР — 11 февраля 2004, Тверь Россия) — цыганский поэт, писал стихи на языке романи, музыкант, журналист, переводчик, общественный деятель, автор-исполнитель цыганских романсов и песен. Первым перевёл на цыганский язык Новый и Ветхий завет. Этнолог. Изучал закономерность развития человеческой культуры, говорил на нескольких языках. Корреспондент польской цыганской газеты «Ром По Дром» («Цыган в пути»). В 1993 году стал призёром на международном конкурсе цыганской поэзии, лауреат международного конкурса фольклорной песни, постоянный сотрудник-корреспондент библейского центра. Автор учебного пособия по цыганскому языку.
Автор более тридцати публикаций по различным вопросам культуры и социальным проблемам, нескольких поэтических сборников, сборников сказок и др.

## Биография
Джура Махотин родился 30 января 1951 года в городской семье и всю жизнь прожил в городе Калинин (ныне — Тверь).
После окончания школы испробовал много профессий, был даже художником в народном театре при ДК Химволокно (Калинин). В 1972 году окончил Калининское областное культурно-просветительское училище. Эстрадную карьеру начал в возрасте шестнадцати лет, выступая на танцах. Несколько лет выступал в цыганском ансамбле в Запорожье. В 1970-х—1980-х годов руководил цыганским варьете «Бахтиёр» (Счастье). В это же время стал пробовать свои силы в литературном творчестве. Его пьесу «Пойди за девять дорог» взяли в постановку в театр «Ромэн». Это определило дальнейшую судьбу — в 1975 году Джура Махотин поступил в Литературный институт имени Горького. Однако позже пришлось оставить обучение, чтобы зарабатывать на жизнь.
На рубеже 1980-х—1990-х годов — методист, а затем заведующий сектором национальных культур в ДК Профсоюзов (Тверской Народный дом) города Твери. Возникший на базе ДК Профсоюзов сводный коллектив, а позднее театр цыганской песни «Бахтори ромэн» (Счастьице цыган), возглавляемый Джурой Махотиным неоднократно становился призёром международных фестивалей цыганского фольклора в Польше (города Белосток и Гожув-Велькопольский) и Германии (город Оснабрюк).
В 1989 году организовал и возглавил Тверской Клуб Цыганской Письменности и Культуры «Ромэнгро лав» (Цыганское слово). В качестве режиссёра, сценариста и исполнителя Джура Махотин участвовал в постановках цыганских концертов, фестивалей, празднованиях Дня Города.
В 1990-х годах — сотрудник и директор ряда тверских частных рекламных предприятий.
В 1993 году вышел популярный самоучитель цыганского языка Джуры Махотина «Аджутипе прэ романи чиб» («Пособие по языку романи») (Тверь, 1993).
В 1995 году Джура Махотин стал лауреатом Международного конкурса поэзии имени цыганской поэтессы Брониславы Вайс (Папуши) в городе Гожув-Велькопольский (Польша).
В ноябре 1995 года в эфир местного радио вышла авторская ежемесячная информационно-музыкальная программа Джуры Махотина «Эй, ромалэ!» (Эй, цыгане!), просуществовавшая около полугода. Программу вели Джура Махотин и сотрудница ГТРК «Тверь» Виолетта Дмитриевна Минина.
В 1990-х—2000-х годах — создатель и сопредседатель регионального общества цыганской культуры «РРОМАНИМОС» (Тверь) и внештатный корреспондент цыганского журнала «RROM P-O DROM» (Польша).
Консультировал исследователей и журналистов по вопросам истории и этнографии цыган. Принимал участие и оказывал помощь в организации съемок документальных фильмов (документальный фильм «Цыгане», реж. С. Пинигин, Восточно-сибирская студия кинохроники, 1991) и тематических телепрограмм («До и после полуночи» и др.).
Сотрудничал с писателями-этнографами Ефимом Друцем и Алексеем Гесслером, был их информантом и проводником в фольклористических экспедициях по Тверской области. Поддерживал дружеские и профессиональные отношения с представителями европейского и российского профессионального и дилетантского цыгановедения.
Стихи и заметки Джуры Махотина регулярно появлялись в тверской и зарубежной прессе. В его лирике стихи о цыганской любви и характере, переживания о прошлом и будущем цыганского народа, стихотворения-загадки для детей различного возраста. Он также автор и исполнитель цыганских песен и романсов.
По предложению международного Пен-Клуба писателей и поэтов В.Калинин перевел на английский язык несколько стихотворений Джуры Махотина, которые, которые вошли в англоязычный сборник мировой цыганской поэзии «Roads of the Rome» (Дороги Цыган), опубликованный в Англии в 1998 году.
В коллективе из нескольких переводчиков Джура Махотин работал над переложением Нового Завета на цыганский язык, окончательной редакцией которого остался недоволен. Джура Махотин всю жизнь занимался самообразованием, был исключительно начитан, свободно общался на десяти языках и большинстве европейских диалектов цыганского языка.
На свои средства Джура Махотин ограниченным тиражом издал ряд собственных поэтических сборников на нескольких диалектах цыганского и русском языках. Неизданными остались: стихи, песни, проза, переводы и пьеса «Пойди за девять дорог».
Скоропостижно скончался 11 февраля 2004 года, похоронен в Твери.
Дочь — Илона Юрьевна Махотина — кандидат филологических наук, поэтесса, этнограф, художница — продолжает дело отца.

## Музыкальные сочинения
- Махотин Джура. Две дюжины романсов. Тверь: РОМАНИМОС, 2003. [На русском языке].
- Песни:
  - Скрипинэ ё ротэнца (на русско-цыганском диалекте)
  - Щяе (на балкано-цыганском диалекте)
  - Ашунэс ту мамэ (на крымском диалекте)
  - Пираниё
  - Ту, фери ту
  - Нэшты ром (на чорраском диалекте)
  - Покровский романс

## Литературное наследие
- Пособие:
  - Махотин Джура. Аджутипэ прэ романи чиб. Пособие по языку романи. Тверь: Юджис, 1993.
- Переводы:
  - Нэво завето. Псалмы. Притчы / Пер. на цыганский Т. В., Н. К., Д. М. [Джура Махотин], Л. М., Л. Ч. [Лев Черенков], К. К.; Под ред. В. Калинина, Я. Романенко. 2001. [На цыганском языке].
  - Federico Garcia Lorca: Gitara // Amboldas pe rromani O Džuro la Turqiniako Makhotin. Tverj, 2003. [На цыганском языке].
- Сборники стихов:
  - O Džuro la Turqinăko. So tephenava me… Тверь: Юждис, [1994]. [На цыганском языке].
  - O Džuro la Turqiniako (Makhotin). Jasvengo sabe: Romane gilja. Tver, [2002]. [На цыганском языке].
- Стихотворения:
  - Махотин Д. Неповторима юности весна! // Смена. [Калинин]. 1 июля, 1985. № 66 (4356). С. 4.
  - Mahotin Dżura. Rromane anegdoty // RROM P/O DROM. 1993. # 2—3. S. 9. [На цыганском языке].
  - Maxotin A. Džura. Wierszy // Znikneły z dróg ostatnie tabory: Romane Dyvesa. Gorzów Wlkp, 1995. S. 15—17. [На цыганском языке].
  - Maxotin Džura. Džidi gili // RROM P/O DROM. 1996. # 5. S. 17. [На цыганском языке].
  - Makhotin Džura. Piranyjo // RROM P/O DROM. 1997. # 5. S. 19. [На цыганском языке].
  - Machotin Džura. Dadeskiro lav // RROM P/O DROM. 1997. # 6. S. 21. [На цыганском языке].
  - Makhotin Djura. Vaš o Lajko Čerenkovosqe // International Roma Calendar. [Britain]. 1998. S. 21. [На цыганском и английском языках].
  - Maxotin Džura. Ande kirčima // RROM P/O DROM. 2000. # 3—4. S. 21. [На цыганском языке].
- Литературные сказки и публикации фольклора:
  - Цыганские плутовские сказки и анекдоты / Вступ., пер. с цыг. Е. Друца и А. Гесслера. М.: Агентство печати имени Сабашниковых, 1991. С. 24—25, 41, 42—45, 52, 66, 67, 70, 70, 75, 76. [на русском языке: «Медвежий „вожатый“ и „волшебная коряга“», «Домик для черта», «Чубучко», «Цыганская пицца», «Мужик на цыганской свадьбе», «Чужая бесхозяйственность», «Цыганская мова», «Что легче?», «Про подкову», «Непьющий кнут», «Случай на свадьбе»].
  - Золотые мониста: Сказки и песни цыган / Перевод с цыган. Е. Друца, А. Гесслера и В. Савельева. М.: Современник, 1992. С. 266—272, 274—280, 294—298, 376—381, 392—393, 418, 474. [на русском языке: «Цыган и гуль», «Подарок старого шейха», «Желтая змея», «Про лешего и брата-добряка», «Баро, Шаходат, Хурд и барышник-гяур», «Медвежий „вожатый“ и „волшебная коряга“», «Чубучко», «Случай на свадьбе», «Непьющий кнут», «Про подкову»; песни: «Плывет лодка по Дунаю…», «Патрина», «Вайда и Руза», «Марица», «Песня сибирских цыган», «Тюремная песня»].
  - Machotin Džura. Bengitko biav // RROM P/O DROM. 1995. # 9—10. S. 14. [На цыганском и польском языках].
  - Maxotin Džura. Baga amenca // RROM P/O DROM. 1999. # 3. S. 22. [На цыганском языке].

## Публикации в прессе
- Статьи и заметки (под собственным именем и псевдонимом):
  - Махотин Дж. «Ехали цыгане…»: Резонанс // Смена. [Тверь]. 1990. 27 июля. № 30.
  - Махотин Дж. Звени, цыганская струна! // Позиция. [Тверь]. 14 февраля, 1991. № 6 (29).
  - Махотин Дж. «Цыганское счастье» на польской сцене // Позиция. [Тверь]. 1991. № 32 (55).
  - Махотин Дж. Живёт такой народ — рома // Позиция. [Тверь]. 1991. 7 ноября. № 39 (62). С. 6.
  - Махотин Дж. Владимир Молчанов у тверских цыган // Позиция. [Тверь]. 1991. № 40 (63). С. 6.
  - Махотин Дж. «Крутые» берут разбег // Позиция. [Тверь]. 1992. № 6 (75). С. 6.
  - Сатырджи М. Начали — «за упокой», а кончили… // Позиция. [Тверь]. 1992. № 9 (78).
  - Алексеев Ю. По поводу одной рекламы // Позиция. [Тверь]. 1992. № 39 (108). С. 6.
  - Алексеевич Ю. Письмо спокойного читателя // Позиция. [Тверь]. 1992. № 47 (116).
  - Maxotin Djura. Kaj sy škola ȓomenge? // RROM P/O DROM. 1993. # 2. S. 9. [На цыганском языке].
  - Махотин Дж. А культуру — под залог // Позиция. [Тверь]. 1993. № 7 (128).
  - Махотин Д. Воспитан в армии // Вече Твери. Март, 1993.
  - Алексеевич Ю. Букет… из Роз // Позиция. [Тверь]. 1993. № 10 (130).
  - Махотин Дж. Три песенных дня // Позиция. [Тверь]. 1993. № 27 (148).
  - Алексеев Ю. О «колдунах» без мистики // Позиция. [Тверь]. 1993. № 28 (149).
  - Холямов М. Ни слова русского, ни русского лица… // Позиция. [Тверь]. 1993. № 31 (152). С. 6.
  - Джура М. По главной улице со вздохом… // Вече Твери. 23 сентября, 1993.
  - Алексеевич Ю. Послание к ущемленным в трамвае // Позиция. [Тверь]. 1993. № 42 (163).
  - Алексеевич Ю. Хочется жить по-людски // Позиция. [Тверь]. 1994. № 1 (174). С. 2.
  - Махотин Дж. О рома без романтики // Вече Твери. 18 мая, 1994. С. 4.
  - Mahotin Džura. Gdzie jest szkoła dla Romóv? // RROM P/O DROM. 1994. # VIII—IX. S. 6.
  - Алексеев Д. Не гадая на судьбу // Позиция. [Тверь]. 1995. № 45 (114).
  - Aleksiejew D. Na przekór losowi // RROM P/O DROM. 1995. # 9—10. S. 15.
  - Алексеев Ю. У последней черты // Тверь-Экспресс. Ноябрь, 1998. С. 7.
  - Maxotin Džura. Korespondencija Rucijatyr // RROM P/O DROM. 1999. # 1—2. S. 10. [На цыганском и польском языках].
  - Махотин Дж. Реплика по существу: Наркомания // Караван+Я. [Тверь]. 1999. № 47.
  - Махотин Дж. Письмо неравнодушного обывателя // Караван+Я. [Тверь]. 9 ноября, 2000. № 89. С. 7.
  - Махотин Д. Тверь — город разрушенных кладбищ // Караван+Я. [Тверь]. № 17 (269). 25 апреля, 2001.